# جسر سلسلة سيشيني
جسر سلسلة سيشيني هو جسر يقع في بودابست، المجر يربط بين بودا وبشت.